# Stefan Mustafa Jasiński
Stefan Mustafa Jasiński (ur. 18 lutego 1911 w Malawiczach Górnych, zm. 4 września 2015 w Białymstoku) – imam Muzułmańskiej Gminy Wyznaniowej w Białymstoku, imam honorowy Muzułmańskiej Gminy Wyznaniowej w Kruszynianach, działacz społeczności muzułmańskiej w Polsce, doradca Muzułmańskiego Związku Religijnego w RP w sprawach szariatu.

## Życiorys
Pochodził z rodziny Tatarów polskich; zgłębiał naukę o islamie pod opieką imama Luta Muchli. Związał się początkowo z meczetem w Kruszynianach: od 1975 do 1980 był muezinem przy imamie Józefie Popławskim, natomiast w latach 80. imamem. W okresie 1988–1991 prowadził naukę religii muzułmańskiej dla dzieci w Sokółce. W latach 90. pełnił obowiązki imama meczetu w Bohonikach, a po 2000 ponownie był imamem meczetu w Kruszynianach. Od 2006 imam w Domu Modlitwy w Białymstoku.
Zmarł 4 września 2015 w Białymstoku. Pochowany został 6 września w Bohonikach.

## Odznaczenia
W 2006 został odznaczony Złotym Krzyżem Zasługi za zasługi w popularyzowaniu kultury mniejszości narodowych oraz działalności na rzecz dialogu ekumenicznego. W 2011 otrzymał natomiast Krzyż Kawalerski Orderu Odrodzenia Polski za wybitne zasługi w działalności na rzecz społeczności muzułmańskiej w Polsce oraz dialogu międzyreligijnego i międzykulturowego.